# Cossyphe à poitrine brune
Chamaetylas poliocephala
Espèce
Synonymes
- Alethe poliocephala (Bonaparte, 1850)[1]
- Pseudalethe poliocephala (Bonaparte, 1850)[1]
- Trichophorus (Criniger) poliocephalus Bonaparte, 1850[2]

Statut de conservation UICN

 LC  : Préoccupation mineure
Le Cossyphe à poitrine brune (Chamaetylas poliocephala) est une espèce d'oiseaux de la famille des Muscicapidae. Cet oiseau vit de manière dissoute à travers l'Afrique équatoriale.

## Systématique
L'espèce Chamaetylas poliocephala a été décrite pour la première fois en 1850 par le biologiste français Charles-Lucien Bonaparte (1803-1857) sous le protonyme Trichophorus (Criniger) poliocephalus.

## Liste des sous-espèces
Selon la classification de référence du Congrès ornithologique international (version 14.2, 2025) :
- C. p. poliocephala (Bonaparte, 1850) — forêts humides guinéennes ;
- C. p. compsonota (Cassin, 1859) — du Nigeria au nord-ouest de l'Angola ;
- C. p. hallae (Traylor, 1961) — ouest de l'Angola ;
- C. p. giloensis (Cunningham-Van Someren & Schifter, 1981) — Soudan du Sud ;
- C. p. carruthersi (Ogilvie-Grant, 1906) — sud-est du Centrafrique, nord-est de la RDC, Ouganda et ouest du Kenya ;
- C. p. akeleyae (Dearborn, 1909) — centre du Kenya ;
- C. p. vandeweghei (Prigogine, 1984) — forêts d'altitude du rift Albertin ;
- C. p. kungwensis (Moreau, 1941) — ouest de la Tanzanie ;
- C. p. ufipae (Moreau, 1942) — plateau d'Ufipa (en).